# Metaphaena riparia
Metaphaena riparia är en insektsart som beskrevs av Victor Lallemand 1960. Metaphaena riparia ingår i släktet Metaphaena och familjen lyktstritar. Inga underarter finns listade i Catalogue of Life.